# Kameraden auf See
Kameraden auf See ist ein 1938 gedrehter deutscher Spielfilm von Heinz Paul. Es ist der vierte und letzte NS-Propagandafilm, den Heinz Paul realisierte. Die Hauptrollen in diesem Film spielten Paul Wagner und Jaspar von Oertzen.
Es handelt sich heute um einen Vorbehaltsfilm der Friedrich-Wilhelm-Murnau-Stiftung. Er gehört damit zum Bestand der Stiftung, ist nicht für den Vertrieb freigegeben, und darf nur mit Zustimmung und unter Bedingungen der Stiftung gezeigt werden.

## Handlung
Der Fähnrich Peter fährt 1936 unter Kapitänleutnant Rank auf einem deutschen Torpedoboot. Er verliebt sich in Carmita, die hübsche Schwester eines Kameraden. Sein Vorgesetzter Rank verliebt sich ebenfalls in Carmita. Rank macht ihr einen Heiratsantrag, den sie annimmt. Carmita und ihr Vater befinden sich auf einem zivilen Küstenschiff, als es von spanischen Kommunisten aufgebracht wird. Rank erhält den Befehl nicht einzugreifen. Gleichwohl starten Peter und ein Kamerad auf eigene Faust eine Befreiungsaktion, bei der Peters Kamerad gefangen genommen wird. Nun entschließt sich auch Kapitänleutnant Rank, seine Befehle zu missachten. Er befreit seine Kameraden aus der Gefangenschaft.

## Produktion
Der Film wurde unter dem Terra-Produktions-Chef Alfred Greven (Terra-Filmkunst GmbH Berlin) von Hans Wöffer innerhalb der Herstellungsgruppe Hans Tost produziert. Die Produktionsleitung hatte Alfred Bittins inne. Die Bauten stammen von Heinrich C. Richter und Gabriel Pellon. Die Dreharbeiten fanden in Kiel, Flensburg und im Golf von Genua statt. Der Film wurde am 12. März 1938 uraufgeführt.

## Musik
Das Titellied „Kameraden auf See“ wird heute noch von der Deutschen Marine gespielt. Der Text stammt von Goetz Otto Stoffregen. Für den Titel „Hamburg, von dir träumt jeder Seemann“ schrieb Bruno Balz den Text. Seine Mitwirkung wurde wegen seiner Homosexualität nicht erwähnt.

## Rezeption
Der Film-Kurier schrieb über den Film: „Dieser Film ist ein erfrischendes Werk, eine saubere, anständige Arbeit […] – er dient in seinem Beispielgeben von Kameradschaft, von Bereitsein, in seinen prächtigen Bildern und Schilderungen vom Seemannsleben der Jugend, von kühnen Fahrten zur See und vom herzlichen, opferbereiten Geist der neuen deutschen Kriegsmarine dem ganzen Volke.“ Von der Filmprüfstelle erhielt er das Prädikat „staatspolitisch wertvoll“.
Nach dem Zweiten Weltkrieg wurde er wegen der in ihm enthaltenen nationalsozialistischen Propaganda als Vorbehaltsfilm eingestuft. Seine öffentliche Aufführung ist seitdem nur eingeschränkt möglich. Heute beansprucht die Friedrich-Wilhelm-Murnau-Stiftung die Auswertungsrechte.